# Leucospis moleyrei
Leucospis moleyrei är en stekelart som beskrevs av Maurice Maindron 1878. Leucospis moleyrei ingår i släktet Leucospis och familjen Leucospidae. Inga underarter finns listade i Catalogue of Life.